# Критическая теория интернета
«Критическая теория интернета» — это сборник эссе разных лет голландского теоретика и медиа-активиста Герта Ловинка. Эссе, вошедшие в сборник, посвящены современной ситуации в медиапространстве и культурным феноменам, связанным с тотальной виртуализацией, от мемов до «цифрового детокса».
В своей теории Ловинк делает акцент на социальных причинах пользовательского поведения, подкрепляя свои гипотезы исследованиями технологий левого толка.
На русский язык работа была переведена Дмитрием Лебедевым и Петром Торкановским в рамках совместной издательской программы Ad Marginem и Музея современного искусства «Гараж».

## Эссе, вошедшие в сборник
- Что есть социальное в социальных медиа? (2012)
- Идеология социальных медиа (2016)
- Интернет по ту сторону иллюзий — принципы дизайна мемов (2017)
- Отвлечение и его разочарования (2017)
- Бизнес-модели интернета: личная оценка (2015)
- После хайпа социальных медиа: справляясь с информационной перегрузкой (2015)
- Общество запроса: гуглизация нашей жизни (2011)
- Трактат о культуре комментария (2011)
- Хронический Нарцисс: технологии минимального селфи (2017)
- Урбанизация как глагол: карта — это не технология (2015)
- Обновляя тактические медиа. Стратегии медиаактивизма (2006)
- Оккупай и политика организованных сетей (2015)
- Гермес на Гудзоне: теория медиа после Сноудена (2014)

## Основные тезисы и понятия
Слияние индивида и его аватара, социального нетворкинга и «социального» как такового стало Новой Нормой. Сеть становится новым видом социального. Новые медиа, в отличие от старых, избавились от кураторов, которые определяют, что и где транслировать, и при этом новые медиа требуют постоянной вовлеченности пользователя.
Тем не менее, недовольство сетями как с социальной, так и с политической точек зрения растет. Из-за перенасыщения информацией медиапространство приносит пользователям чувство тревоги и фрустрация. Так, многие пользователи испытывают дискомфорт и желание эскапироваться из сети. Однако полностью удалиться из интернета возможности нет, так как это будет означать социальный суицид. В этой ситуации происходит формирование таких феноменов современной медиакультуры как «цифровой детокс», мемы, селфи и многие другие.
Ловинк также отмечает и «телевизионный поворот» социальных сетей и новых медиа (веб-серфинг стал напоминать просмотр телевизора, когда просто «перещелкиваешь веб-сайты в поисках чего-то нового»), а также смерть телефонии и мобильной связи — люди поколения Z-A уже не имеют навыков общения по телефону.

#### «Цифровой детокс»
В этой ситуации перегруженности выход находится в «цифровом детоксе» (отвлечение), когда ненадолго уходя в офлайн, пользователь все же не оказывается тотально выброшен за борт социального. Однако Ловинк критикует «цифровой детокс», настаивая на том, что в долгосрочной перспективе это он не поможет избавиться перегруженному пользователю от фрустрации. Масштабы тренда на «цифровой детокс» лишь доказывают коллективное недовольство и необходимость искать принципиально новые стратегии взаимодействия с виртуальным.

#### Мемы
Мемы, по Ловинку, это сжатое медиасобытия, которыми ошарашены пользователи интернета. Так, мем — это сжатая семиотическая единица, которую также можно назвать символом (хотя именно символический аспект часто остается незамеченным). Ловинк также признает привлекательность мемов — они делают веселыми политическое и социальное пространство. Но также мемы являются и инструментами идеологии, и становятся оружием в руках политических сил, так как мем имеет возможность влиять на электоральные предпочтения пользователей, выставляя тех или иных персонажей непривлекательными и нежелательными.

#### Селфи
Селфи-лихорадка началась с 2010 года, когда появился Iphone c фронтальной камерой (Ловинку важна привязка селфи к технологиям, потому что вне технологического пространства селфи существовать не может). Селфи — это попытка «утверждения достоинства за счет дизайна». Ловинк отрицает, что селфи — это символ упадка и, заявляя, что моральных оценок необходимо избегать, видит проблему не в нарцисиизме и самолюбовании «селфиста», «а в отсутствии знания о статусе цифровых портретов в эпоху технологий по распознаванию лиц». Селфи — это попытка регистрации себя в постоянно обновляющемся мире медиа. Пользователь, делающий селфи, стремиться показать, что он существует. Селфи не создано для сохранения или запоминания, а лишь для быстрой регистрации того, что делает пользователь, где он находится и т. п. Также, будучи культурным феноменом, оно стало давить и на экономику, оказавшись маркетинговым инструментом (так, многие культурные институции оказались зависимы от «отчетов» посетителей в социальных сетях).

#### Комментарий
Возможность прокомментировать тот или иной контент (свобода отвечать) долгое время была одной из ключевых функций интернета. Она порождает иллюзию возможности создать дискуссию вокруг какого-либо предмета и лучше разобраться в теме. Именно поэтому, желая быть услышанными, пользователи оставляют комментарии. Однако платформы продвигают опции участия пользователей в обсуждении ради стимулирования траффика и коммерческой выгоды. Ответы пользователей не обращены напрямую к автору и имеют мало общего с диалогом. Опция комментария предлагает скорее высказаться, нежели быть услышанным.